# Circus di Bath

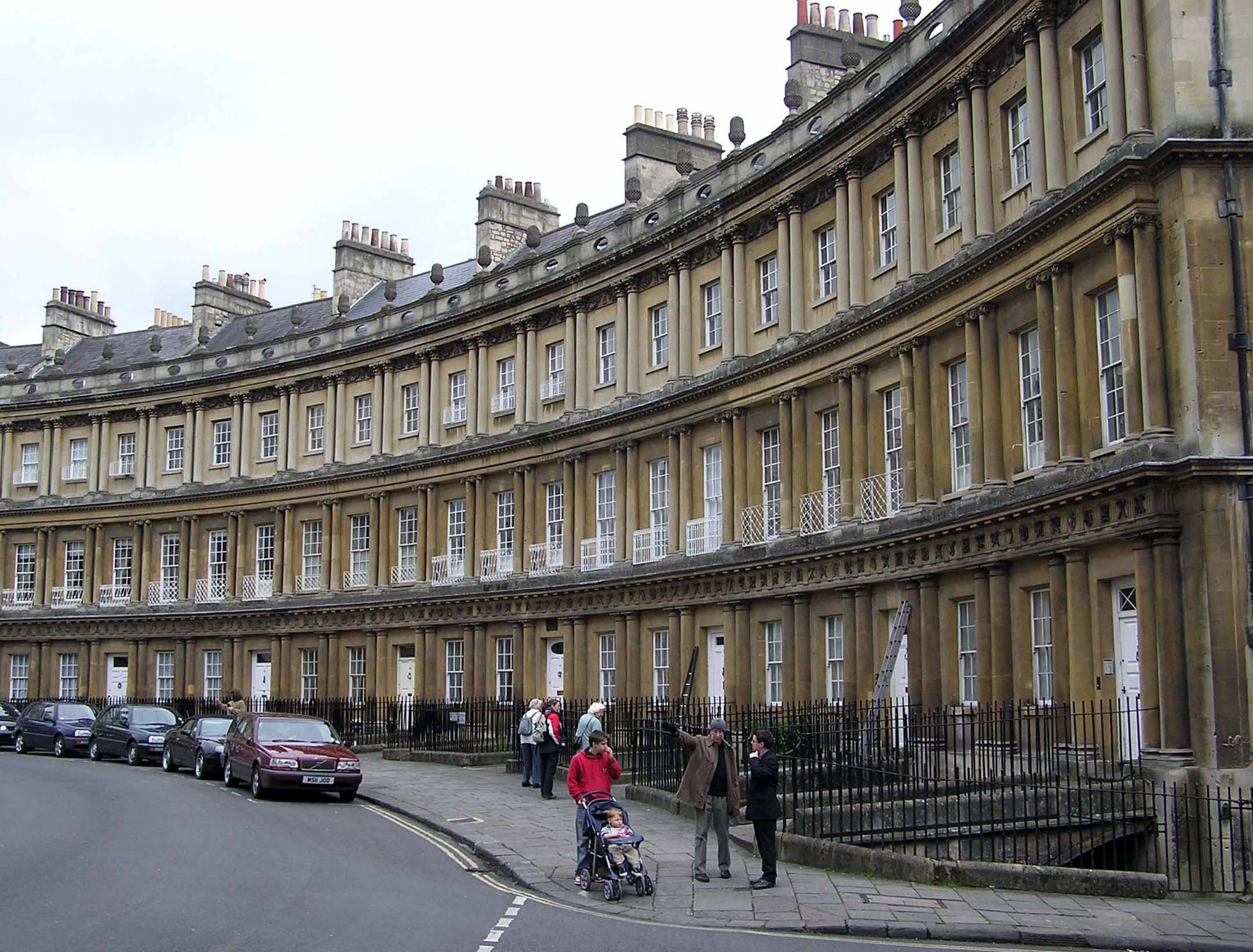
Il Circus di Bath

Il Circus di Bath è un famoso esempio di architettura georgiana, nella città di Bath nel Somerset, Regno Unito . Iniziato nel 1754 e completato nel 1768, deriva il suo nome dal latino circus, che significa anello, ovale o cerchio.

## Storia

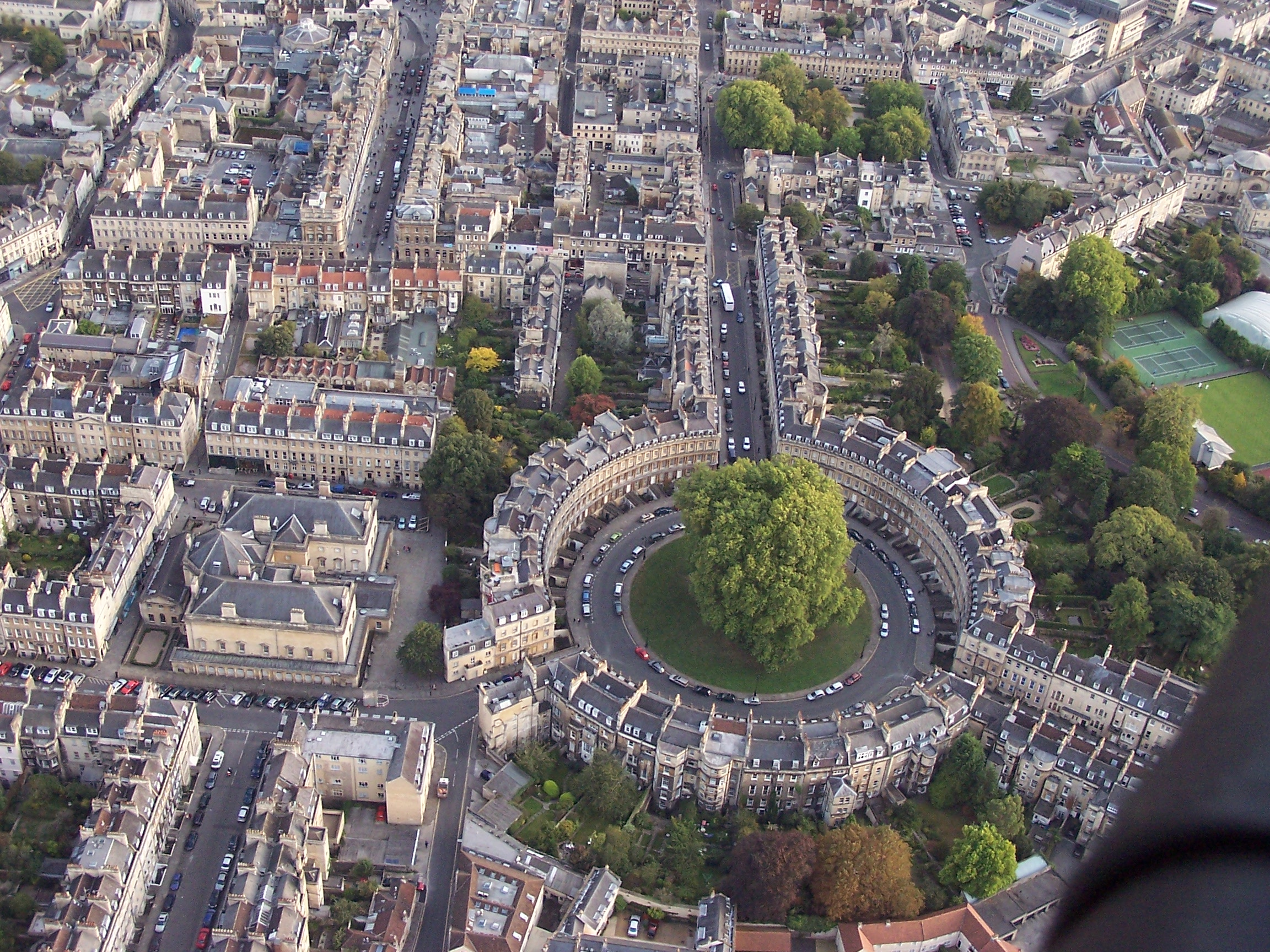
Vista aerea del Circus

Il Circus consiste in un complesso residenziale circolare, suddiviso in tre corpi di ugual misura, con al centro una strada circolare ed un ampio spazio verde all'interno. Le tre strade di accesso perfettamente equidistanti puntano ognuna verso uno dei tre corpi curvilinei del complesso, permettendo ai visitatori una visione ottimale del Circus da qualunque parte si giunga. Ogni segmento è diviso in più unità abitative, esattamente speculari ed ognuna col proprio ingresso, sullo stile del Royal Crescent.
Il Circus, originariamente chiamato King's Circus, fu disegnato dall'architetto John Wood il Vecchio. Poiché egli non visse abbastanza per vedere attuato il suo progetto (morì tre mesi dopo la posa della prima pietra), l'opera passò al figlio, John Wood il Giovane, che completò lo schema di suo padre. Le basi iniziali per il segmento Sud-Ovest furono gettate negli anni dal 1755 al 1767, quelle per il segmento Sud-Est tra il 1762 e il 1766, e quelle per il segmento Nord tra il 1764 e il 1766.

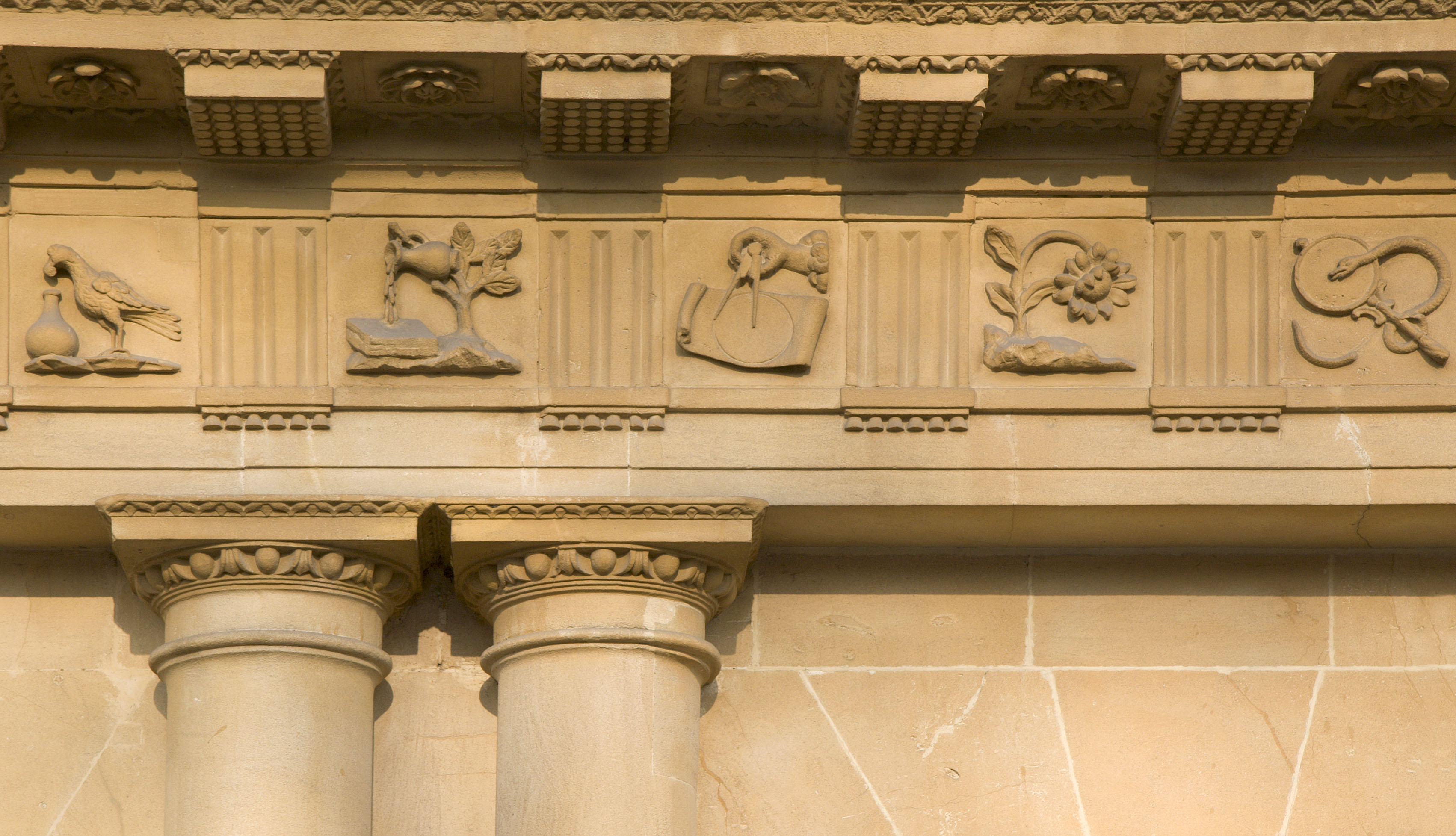
Parte del fregio che mostra alternativamente i triglifi e gli emblemi decorativi

Il Circus fa parte della grande "visione" di John Wood il Vecchio di ricreare un'architettura classica-palladiana per la città di Bath, e se osservato dall'alto va a formare insieme al vicino Royal Crescent la figura massonica del soleil-lune, cioè il Sole e la Luna. Altri progetti di John Wood il Vecchio includevano la vicina Queen Square ed il Forum (che non fu mai realizzato). Il Circus rappresenta il culmine della carriera di John Wood il Vecchio, ed è considerato la sua opera rappresentativa.
L'area centrale del Circus era originariamente pavimentata in pietra, a ricoprire un serbatoio che riforniva di acqua le residenze. Nel 1800 i residenti del Circus trasformarono quest'area in uno spazio verde, che adesso ospita un gruppo di vetusti platani. 
Durante la seconda guerra mondiale, nel raid di Baedeker nel 1942, una bomba cadde nel Circus, demolendo diverse abitazioni, che vennero ricostruite fedelmente nel dopoguerra.